# استخوان مفصلی

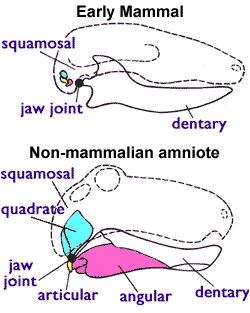
مفاصل فک: آمنیوت‌های پستانداران و غیرپستانداران

استخوان مفصلی (انگلیسی: Articular bone) یکی از استخوان‌های آرواره پایین در بیشتر مهره‌داران از جمله ماهی‌های فک‌دار، دوزیستان، پرندگان، خزندگان و همچنین پستانداران آغازین است. این استخوان در پستانداران امروزی وجود ندارد و در طول تکامل به یکی از استخوانچه‌های گوش میانی تبدیل شده است.

## کارکرد
- در مهره‌داران غیر پستاندار: استخوان مفصلی به عنوان بخشی از مفصل آرواره پایین عمل می‌کند و امکان باز و بسته شدن دهان را فراهم می‌سازد. این استخوان با استخوان چارکی  در فک بالا مفصل می‌شود.
- در پستانداران: در طول تکامل پستانداران، استخوان مفصلی کوچک شده و به همراه استخوان چارکی به گوش میانی منتقل شده‌اند. در گوش میانی، استخوان مفصلی به استخوانچه چکشی تبدیل شده و در انتقال ارتعاشات صوتی از پرده صماخ به گوش داخلی نقش دارد.

## اهمیت تکاملی
تغییر کاربری استخوان مفصلی از مفصل فک به استخوانچه گوش میانی یکی از مهم‌ترین رویدادهای تکاملی در پستانداران است. این تغییر باعث بهبود شنوایی در پستانداران شده و به آنها اجازه داده است تا صداهای با بسامد بالاتر را بشنوند.